# Shotaro Miyamoto
Pour les articles homonymes, voir Miyamoto.
Shotaro Miyamoto (japonais : 宮本正太郎, Miyamoto Shotaro, 1912 – 1992) est un astronome japonais.
Le cratère martien Miyamoto et l'astéroïde (7594) Shotaro sont nommés d'après lui.